# The Nikkei

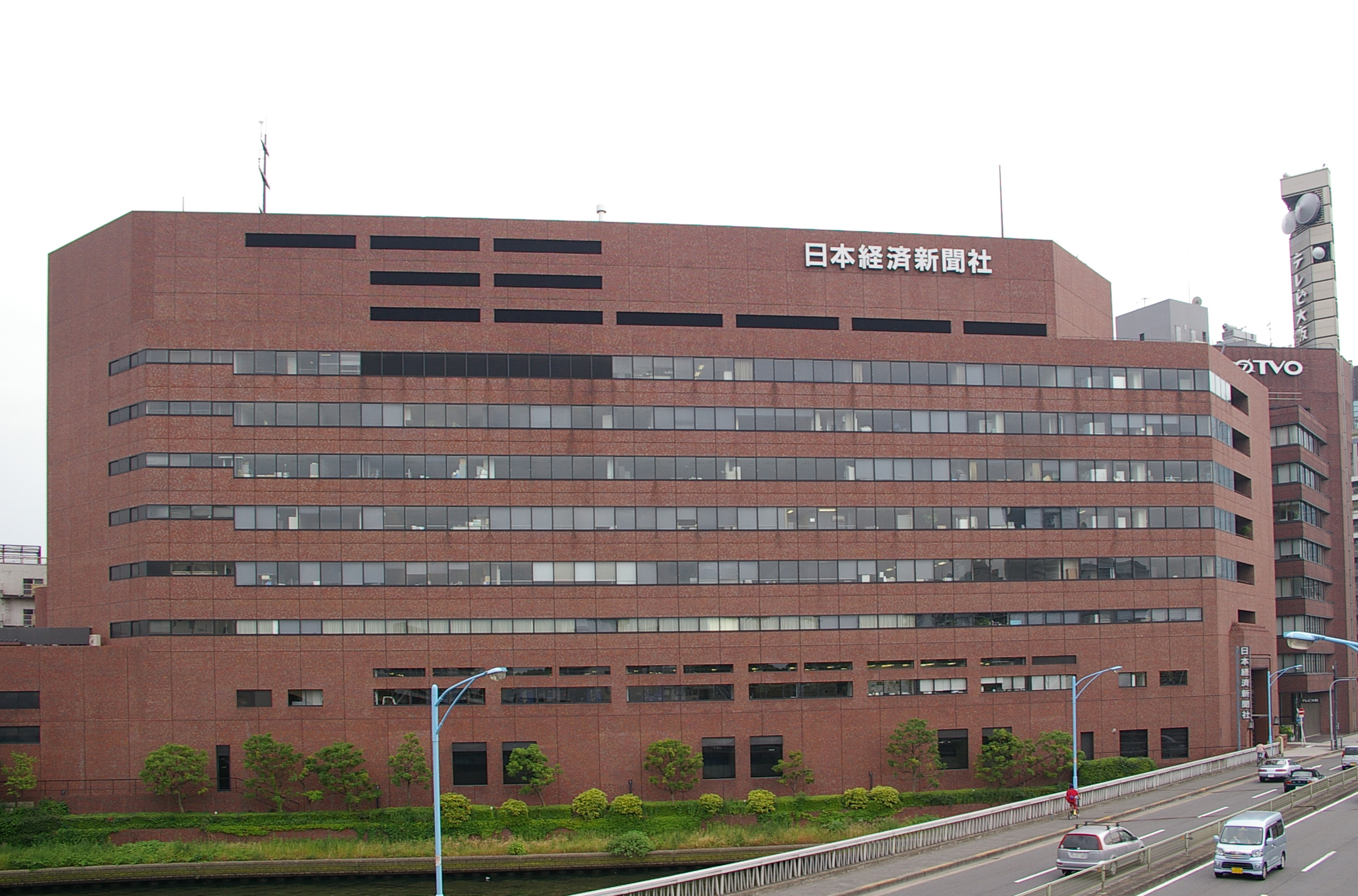
Sede da editora Nihon Keizai Shimbun-sha em Osaka

The Nikkei, anteriormente chamado de Nihon Keizai Shinbun (日本経済新聞), é um jornal diário econômico japonês.
Editado pelo grupo empresarial Nihon Keizai Shinbun-sha (株式会社日本経済新聞社) com sedes princicpais em Tóquio e Osaka, o Nihon Keizai Shinbun é um dos cinco jornais com maior circulação no Japão. O jornal é editado numa edição matutina, vespertina e internacional, com uma tiragem de cerca de três milhões de exemplares.
O jornal foi fundado em 1876 por Mitsui Bussan com o nome Chūgai bukka shinpō sōkan (中外物価新報創刊. Desde 1971 publica o Nikkei, o índice de bolsa de valores mais importante da Ásia, medindo o desempenho financeiro da Bolsa de Valores de Tóquio.